# Svendborg Rabbits
Svendborg Rabbits er et dansk professionelt herre-basketballhold hjemmehørende i Svendborg, der afvikler deres hjemmebanekampe i Rise Sparekasse Arena. De blev i 2009/2010-sæsonen danske mestre af Basketligaen.  

## Klubbens historie
Eliteafdelingen under Svendborg Basketball Club (SBBC) og blev dannet i 2006, da man fandt det nødvendigt at etablere en eliteafdeling med egen økonomi og bestyrelse. Svendborg Basketball Club blev dannet i 1958 som selvstændig klub, men allerede syv år tidligere – fra 1951 – blev der spillet basketball i den ikke længere eksisterende Svendborg Idrætsforening. Dermed er SBBC en af Danmarks ældste eksisterende klubber og fejrede i 2008, 50 års jubilæum som selvstændig klub.
Svendborg Rabbits vandt sin første titel, da klubben den 13. januar 2008 vandt Landspokalturneringen 2007/08 med en finalesejr på 98-68 over Horsens IC. 
Svendborg Rabbits vandt sit første DM for herrer d. 29. april 2010, ved at besejre Bakken Bears med 76-51, og dermed bringe sig foran med 4-1, i bedst af 7-serien.

## Resultater
Svendborg Rabbits (og Svendborg Basketball Club) har opnået følgende resultater:

### DM
- DM-Guld (1 stk): 2009/10
- DM-Sølv (7 stk): 2006/07, 2007/08, 2008/09, 2010/11, 2011/12, 2012/13, 2021/2022
- DM-bronze (3 stk): 2004/05, 2016/17, 2020/21

### Pokalturnering
- Guld (4 stk): 2008, 2012, 2014, 2022

### Årets coach
- Mads Christensen: 2002/03
- Craig Pedersen: 2003/04, 2007/08, 2011/12
- Jimmy Moore: 2019/20, 2020/21

### Årets Spiller
- Sebastian Åris: 2021/22
- Brandon Rozzell: 2015/16
- Johnell Smith: 2009/10, 2013/14
- Chanan Colman: 2011/12
- Nicolai Iversen: 2010/11
- Joshua Buettner: 2006/07
- Joshua Metzger: 2003/04

### Årets Fans (kåret af basketball-websitet www.fullcourt.dk)
- Svendborg Rabbits Support: 2019/20